# Szlovák Villamosművek
A Szlovák Villamosművek (szlovákul: Slovenské Elektrárňe, rövidítve: SE) egy szlovákiai részvénytársaság, ami a szlovák villamos erőműveket üzemelteti és azoknak egy bizonyos százalékban tulajdonosa. A társaság 66%-ban az olasz Enel cég tulajdona.

## A Szlovák Villamosművekhez tartozó szlovákiai erőművek
Az alábbi táblázatokban az erőművek kategóriákba sorolva van feltüntetve.

### Vízerőművek
Ez a táblázat az összes szlovákiai vízerőművet tartalmazza. Együttesen a teljes szlovák energiatermelés jelentős részét adják.
| Erőmű neve      |
| --------------- |
| Besenyői        |
| Feketevág       |
| Dobsina         |
| Máriatölgyes    |
| Bős             |
| Felsőszerdahely |
| Ricsóváralja    |
| Illava          |
| Kostolna        |
| Králová         |
| Korompa         |
| Lédec           |
| Gömörlipóc      |
| Szentmária      |
| Vágmedence      |
| Miksová         |
|                 |
| Nosice          |
| Vágújhely       |
| Árva            |
| Vágbeszterce    |
| Hontrákóc       |
| Barossháza      |
| Svedlér         |
| Trencsén        |
| Nagykoszmály    |

### Atomerőművek
Szlovákiának két atomerőműve van. Együttesen 55%-át adják a teljes szlovák energiatermelésnek.
- Mohi atomerőmű
- Apátszentmihályi atomerőmű

### Hőerőművek
Szlovákiának csak két hőerőműve van. Ebből a Vajáni a legnagyobb teljesítményű.
- Nyitranováki hőerőmű
- Vajáni hőerőmű

### Naperőművek
Szlovákiában nincs jelentősebb napenergiát hasznosító erőmű. A Mohi, az Apátszentmihályi atomerőművek, illetve a Nyitranováki és a Vajáni hőerőművek használnak napelemeket energiatermelésre